# Jantje Friese

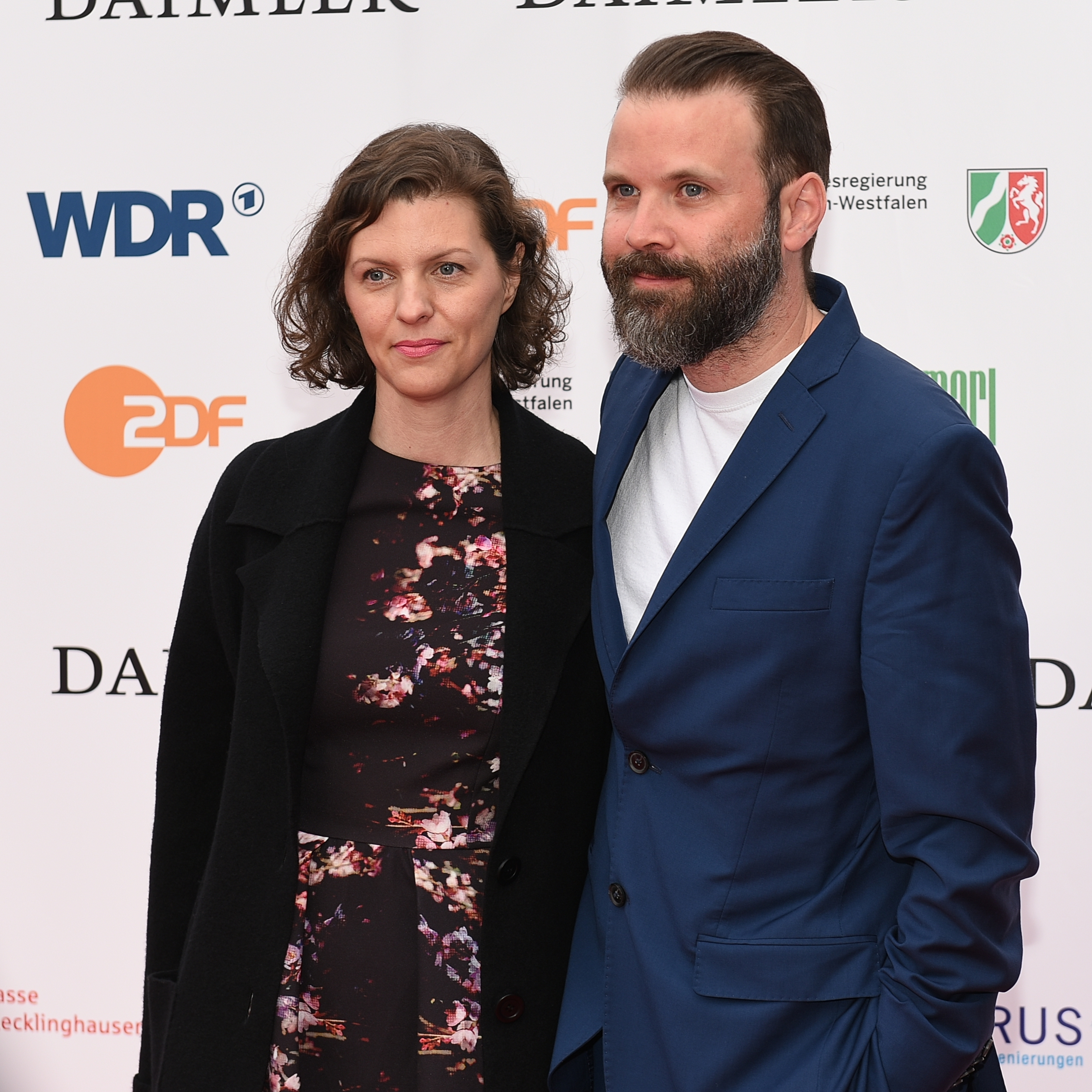
Jantje Fregís i el seu company sentimental i professional, Baran bo Odar, l'any 2018 durant la cerimònia de lliurament dels premis Grimme-Preis.

Jantje Friese (Marburg an der Lahn, Alemanya,1977) és una productora de cinema i guionista alemanya, coneguda especialment per co-crear la sèrie Dark de Netflix.

## Trajectòria professional
Jantje Friese va estudiar producció i gestió de mitjans a la Universitat de Televisió i Cinema de Múnic. Després de graduar-se, va treballar com a productora a Made in Munich Film Production i Neue Sentimental Film Berlin. L'any 2010 va ser productora del llargmetratge The Silence amb la seva parella Baran bo Odar.
Amb Odar, va escriure el guió de Who Am I - No System Is Safe (2014), que va ser filmat per Odar. El seu guió va ser nominat a Millor Guió en els Deutscher Filmpreis de 2015.
Gràcies a aquesta pel·lícula, Netflix va conèixer l'obra de Friese i Odar i els va oferir a tots dos fer una sèrie basada en la pel·lícula. Però, en el seu lloc, Friese i Odar van desenvolupar conjuntament la primera sèrie alemanya de Netflix, Dark, que es va estrenar l'1 de desembre de 2017. Després d'acabar Dark, juntament amb el seu marit van crear 1899 (sèrie de televisió), però aquesta va ser cancel·lada per Netflix tenint només una única sola temporada.
Friese va obtenir un Grimme-Preis, el premi televisiu més prestigiós d'Alemanya, pels seus guions per a la temporada 1 de Dark l'any 2018. L'any 2019 Dark va renovar per una tercera temporada.